# Gare de Saint-Maur - Créteil
Ne doit pas être confondu avec Gare du Parc de Saint-Maur ou Gare de Saint-Maur.
Pour la future station de métro, voir Saint-Maur - Créteil (métro de Paris).
La gare de Saint-Maur - Créteil est une gare ferroviaire française de la ligne de Paris-Bastille à Marles-en-Brie, située sur le territoire de la commune de Saint-Maur-des-Fossés, dans le département du Val-de-Marne en région Île-de-France.
Elle est mise en service en 1859 par la Compagnie des chemins de fer de l'Est et devient en 1969 une gare du RER de la Régie autonome des transports parisiens (RATP).
C'est une gare de la RATP, desservie par des trains de la ligne A du RER d'Île-de-France.

## Situation ferroviaire
Établie à 39 mètres d'altitude, la gare de Saint-Maur - Créteil est située au point kilométrique (PK) 12,307 de la ligne de Paris-Bastille à Marles-en-Brie, entre les gares de Joinville-le-Pont et de Parc de Saint-Maur. La section de ligne, sur laquelle est située la gare, fait partie de la ligne A du RER d'Île-de-France.

## Histoire

### Première gare 1859-1969
La gare de « Saint-Maur Port Créteil » est mise en service le 22 septembre 1859 par la Compagnie des chemins de fer de l'Est, lorsqu'elle ouvre à l'exploitation sa ligne « Paris-Vincennes-La Varenne ». Elle dispose d'un bâtiment, construit en brique avec enduit, de trois niveaux, sous-sol, étage carré et comble sous une toiture à longs pans avec pignon couvert.

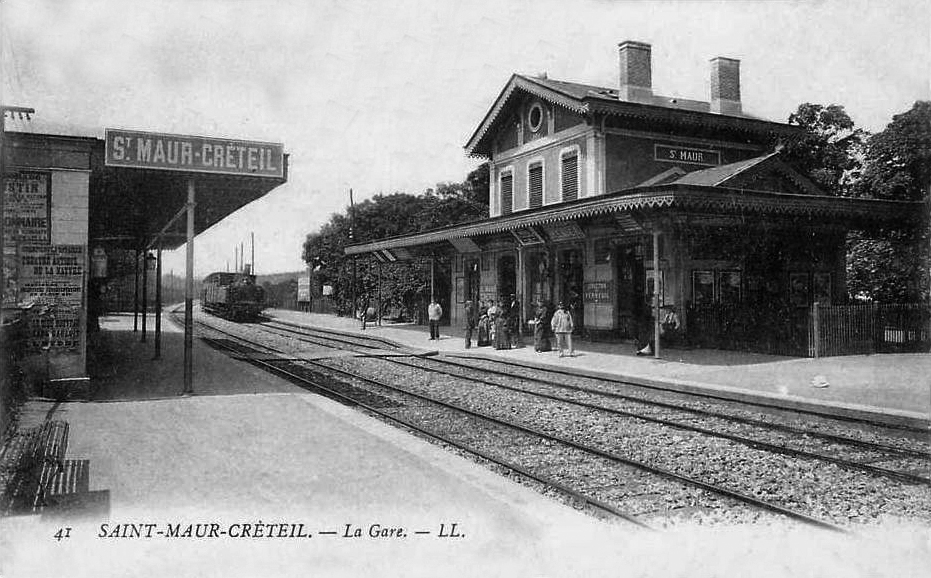
La gare vers 1900.
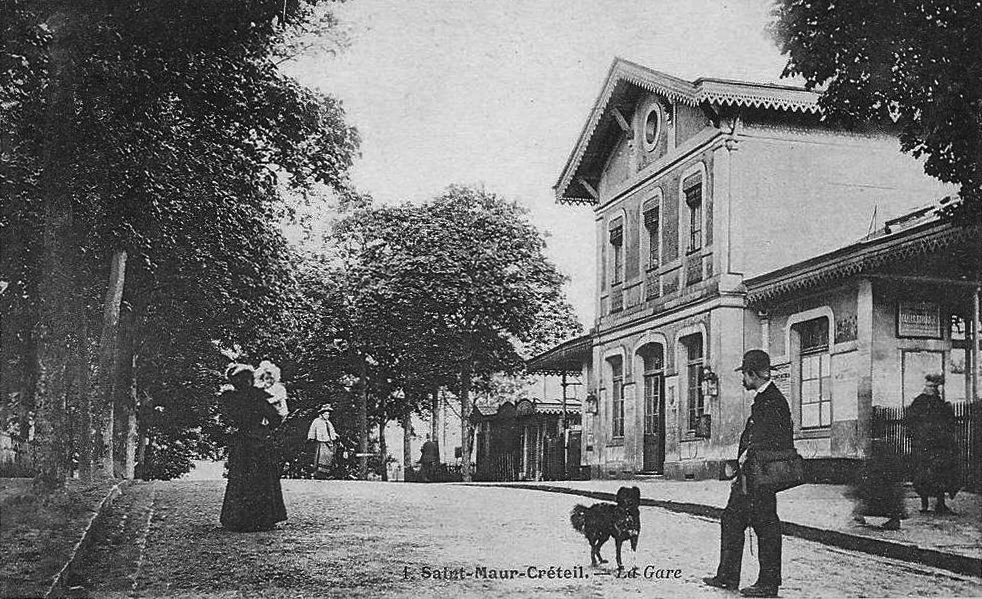
La gare vers 1920.

La gare est détruite au début des années 1960 (vers 1964) lors des travaux du réaménagement de la ligne pour son intégration dans le Réseau express régional d'Île-de-France (RER). Néanmoins la Société nationale des chemins de fer français (SNCF) poursuit l'exploitation de la ligne et de la gare jusqu'en décembre 1969 et le transfert de la gare et d'une section de la ligne à la RATP.

### Gare RER
La gare RER actuelle est ouverte en 1969 et porte les noms des communes de Saint-Maur et de Créteil et celui du quartier de « Saint-Maur – Créteil » de la commune de Saint-Maur-des-Fossés.
En 2021, la fréquentation annuelle estimée par la RATP est de 2 762 895 voyageurs.

## Service des voyageurs

### Accueil
La gare est aménagée pour l'accessibilité des personnes à mobilité réduite, avec, notamment, en libre service, des ascenseurs et des portillons élargis.

### Desserte
Saint-Maur - Créteil est desservie par les trains de la ligne A du RER parcourant la branche A2 de Boissy-Saint-Léger.
Depuis le 10 décembre 2017, la desserte de Saint-Maur - Créteil a été modifiée en direction de la banlieue, Boissy-Saint-Léger, et vers Paris.
Aux heures creuses, il y a :
- un train toutes les huit à douze minutes du lundi au vendredi (en provenance et à destination de Cergy-le-Haut) ;
- un train toutes les dix minutes le week-end et les jours fériés (en provenance et à destination de Saint-Germain-en-Laye) ;
- un train toutes les quinze minutes en été[7] (en provenance et à destination de Cergy-le-Haut ou de Poissy).

Aux heures de pointe, la desserte est modifiée avec :
- un train toutes les quatre à sept minutes, soit dix trains par heure, au lieu de douze trains auparavant, en période scolaire ;
- un train toutes les six minutes en été et pendant les vacances de fin d'année[7], au lieu d'un train toutes les six minutes en moyenne, soit dix trains par heure auparavant[8].

Vers Paris, aux heures de pointe, les trains sont à destination de Cergy-le-Haut ou de Poissy. Auparavant, côté banlieue, la gare de Saint-Maur - Créteil était desservie avec douze trains en période scolaire et dix trains en été et vacances de fin d'année, dont la moitié des trains avait pour terminus La Varenne - Chennevières. Depuis le 10 décembre 2017, les dix trains par heure en direction de la banlieue, ont pour terminus Boissy-Saint-Léger.
Tous les jours, en soirée, il y a un train toutes les quinze minutes. Les trains sont en provenance et à destination de Cergy-le-Haut ou de Poissy, du lundi au vendredi ; le week-end et les jours fériés, les trains sont en provenance et à destination de Saint-Germain-en-Laye.

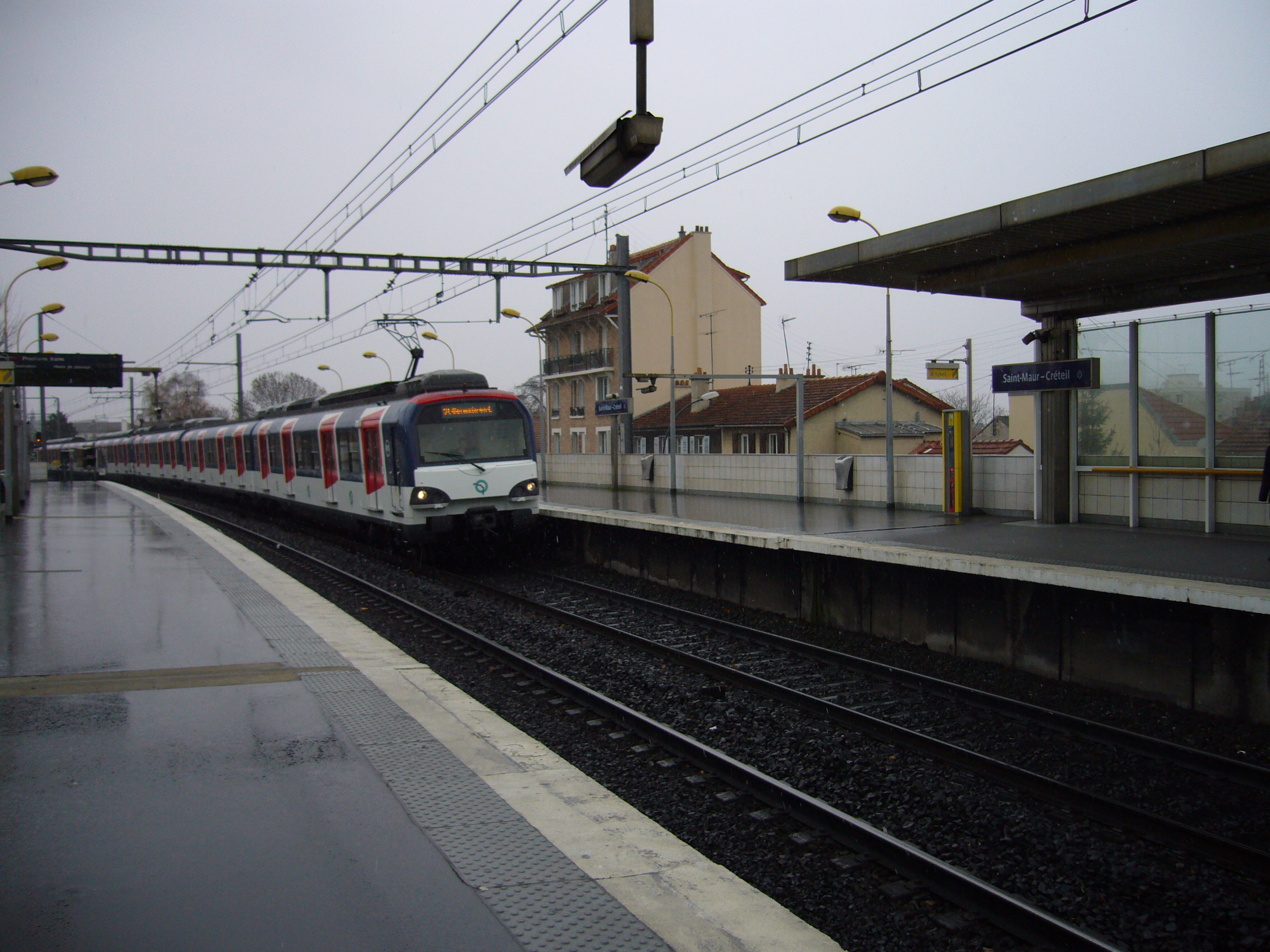
Une MS 61 du RER A arrivant à Saint-Maur - Créteil en direction de Saint-Germain-en-Laye.
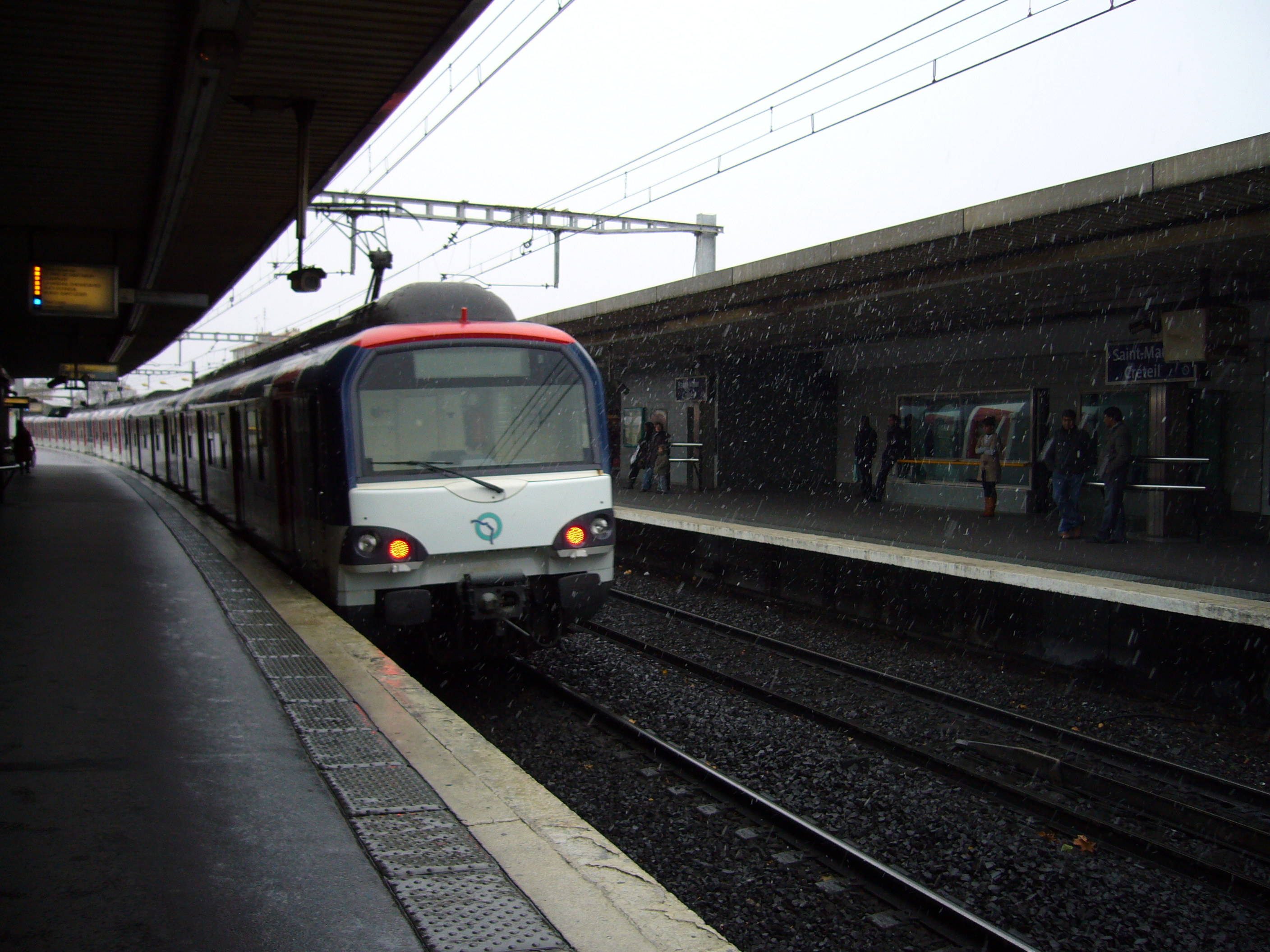
Une MS 61 du RER A quittant la gare de Saint-Maur - Créteil en direction de Boissy-Saint-Léger.
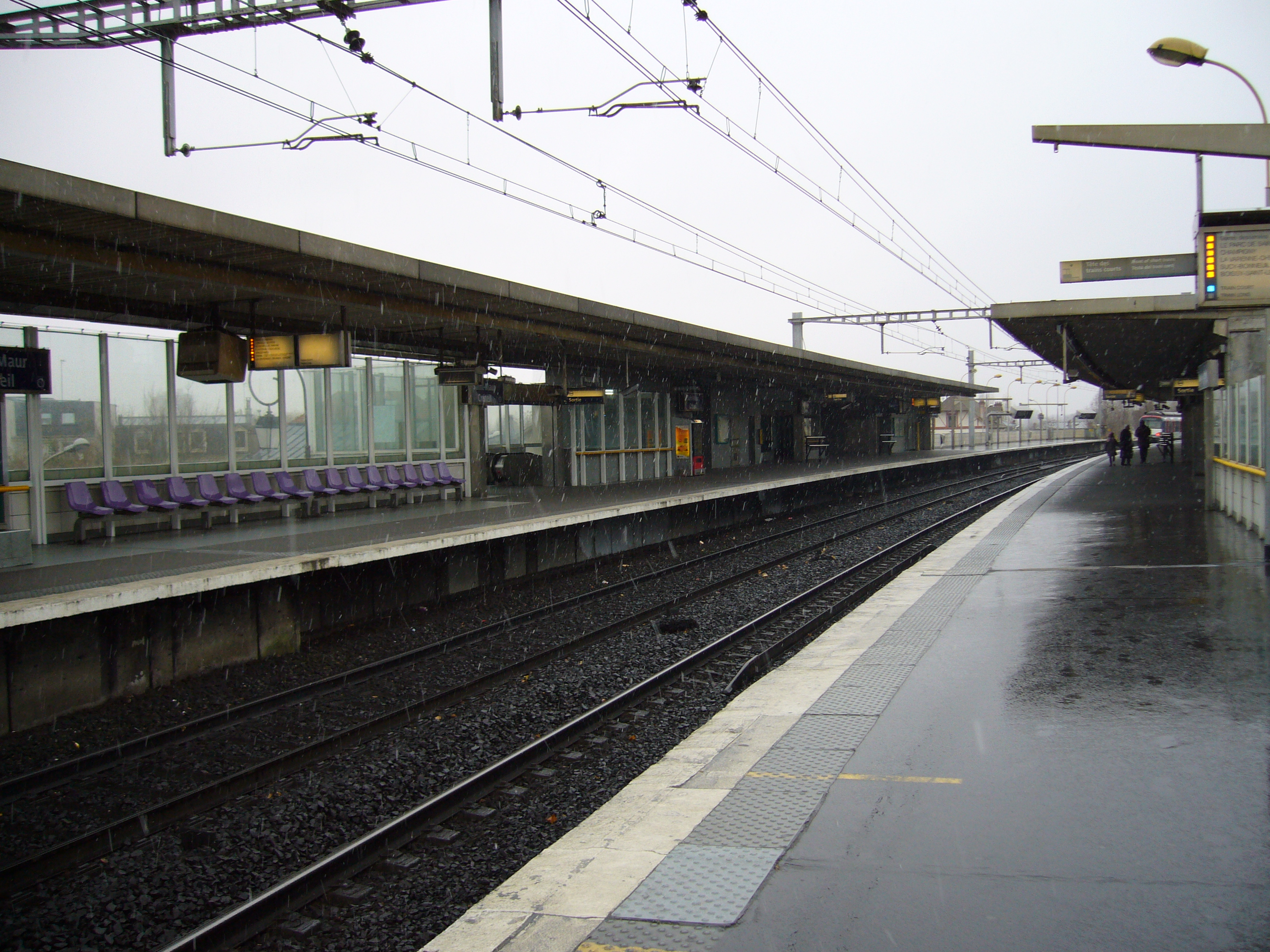
La gare RATP de Saint-Maur - Créteil et ses deux quais.

### Intermodalité
Un parking souterrain (payant, mais gratuit pour les personnes handicapées) de 411 places pour les véhicules est aménagé à proximité.
La gare est desservie par :
- le réseau de bus RATP, lignes 107, 111, 112, 306 et Trans-Val-de-Marne, cette dernière étant une ligne de bus à haut niveau de service en site propre dont la gare constitue le terminus nord-est ;
- les lignes N35 et N71 du service de bus de nuit Noctilien.

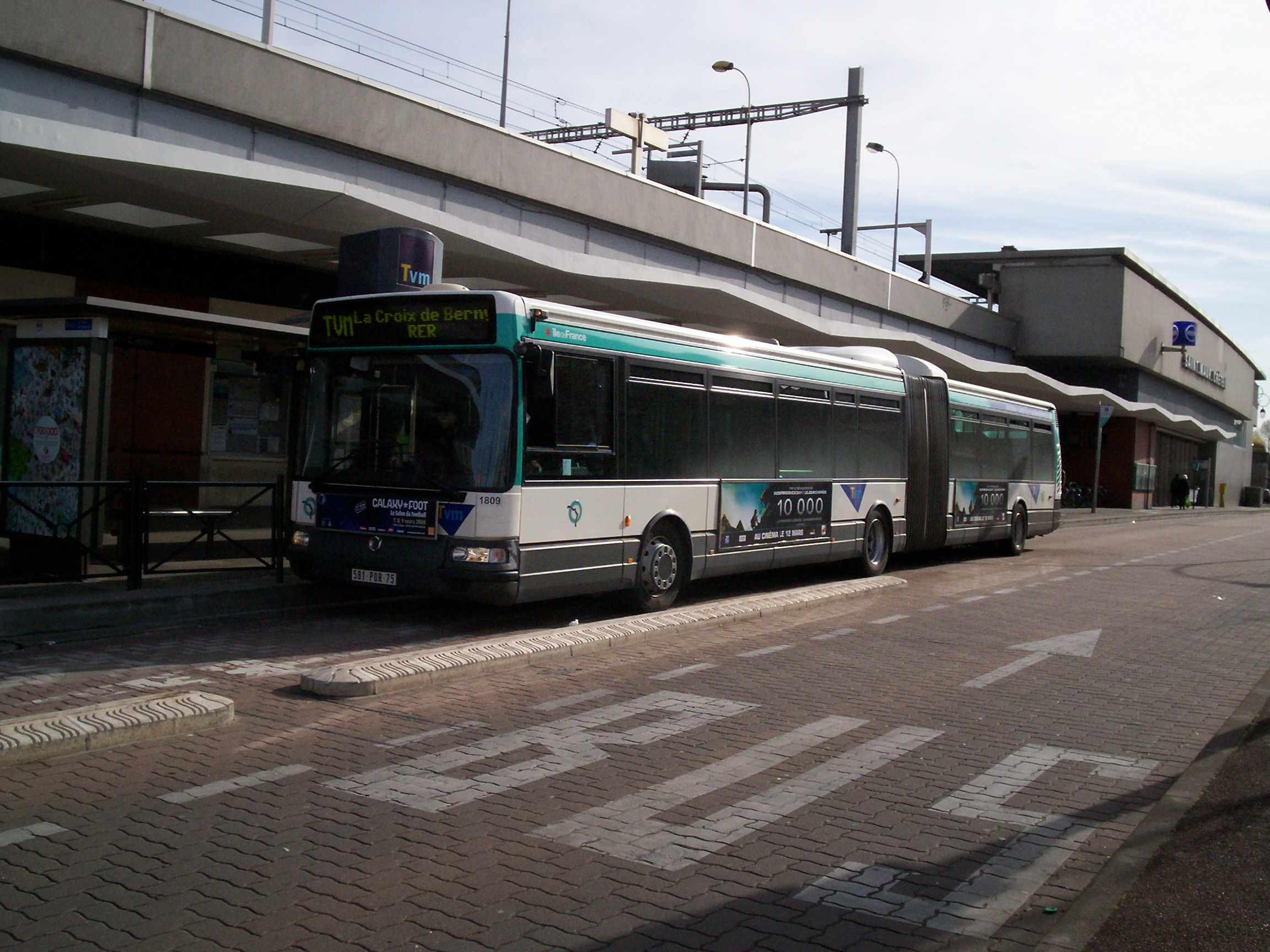
Un bus TVM au départ de Saint-Maur — Créteil en direction d'Antony - La Croix de Berny.
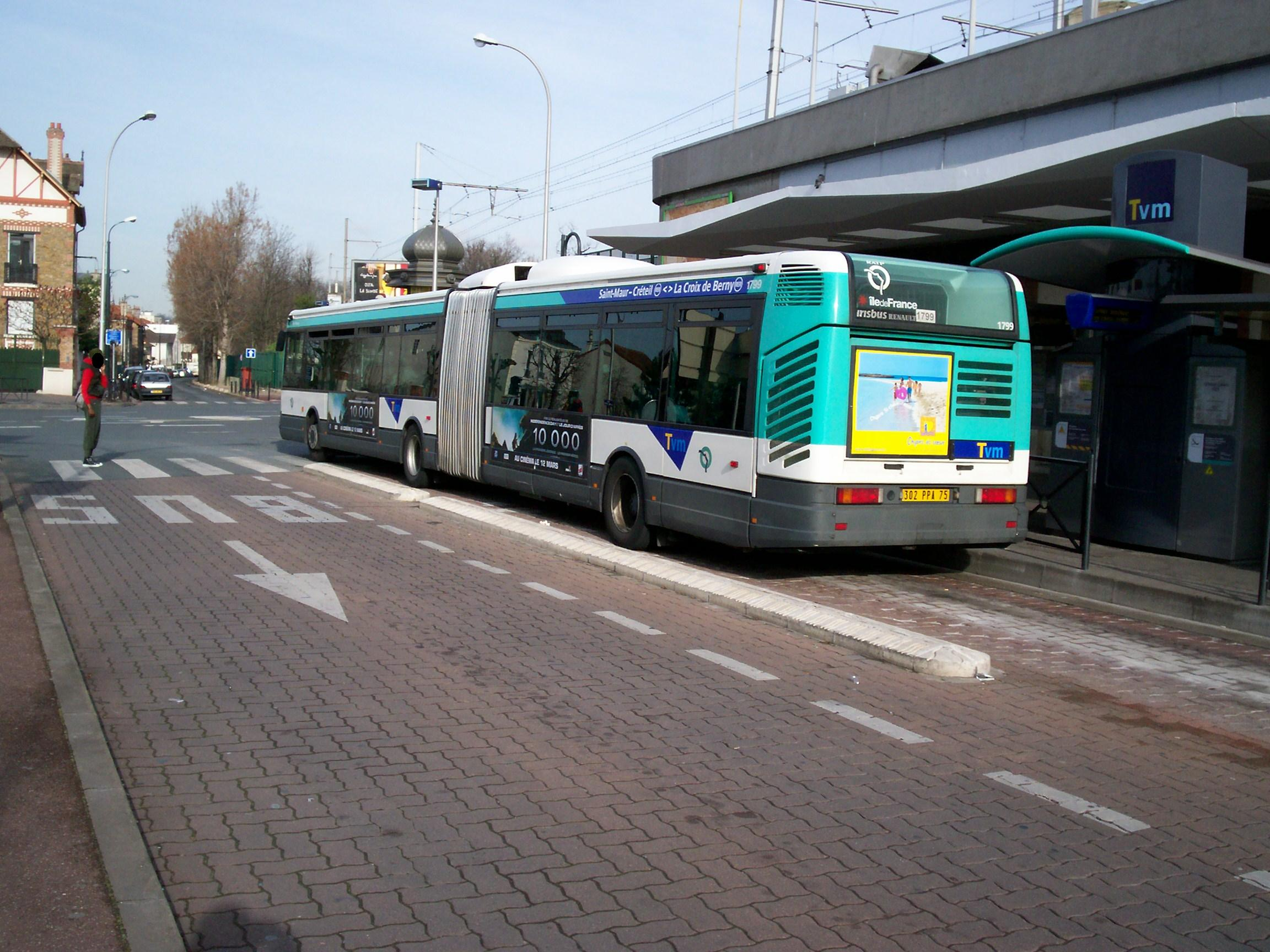
Le bus Trans-Val-de-Marne en partance pour la Croix de Berny.
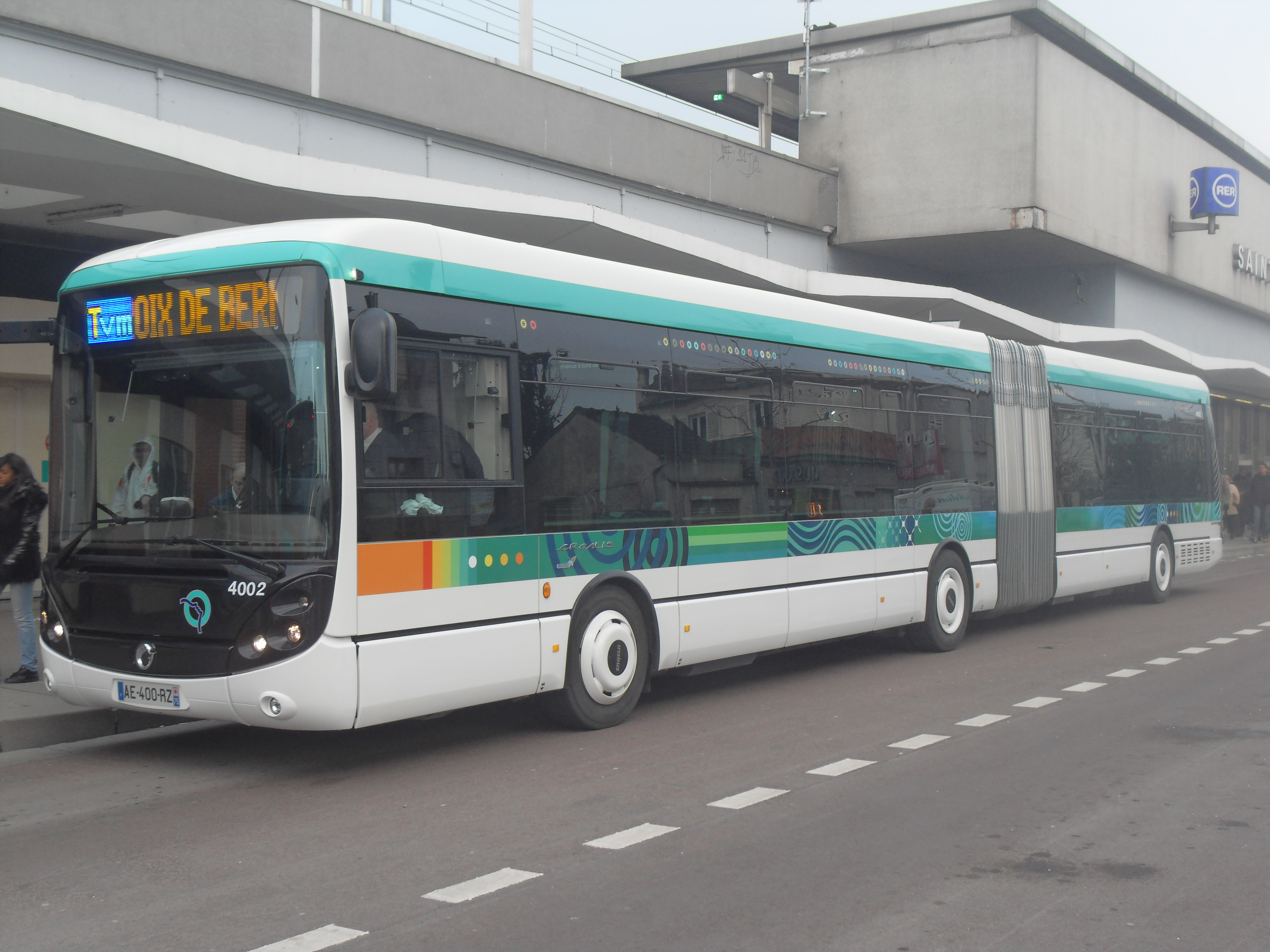
Bus TVM.

## Projets
La gare devait être desservie par la ligne Est-Tvm, annulée en novembre 2024.

### Métro ligne 15
La gare RER de Saint-Maur - Créteil sera en correspondance avec la ligne 15 du métro, reliant dans un premier temps, Pont de Sèvres à Noisy - Champs. La station souterraine de la ligne 15 du Grand Paris Express, enterrée à −52,6 m sous le sol naturel, sera la plus profonde du tronçon en raison d'épaisses couches de terres argileuses instables,,. Cette station est prévue dans une situation perpendiculaire à la gare RATP actuelle, avec un accès depuis le parvis de Saint-Maur. La conception de la station est confiée à l'agence d'architectes ANMA de Nicolas Michelin.
La station ouvrira environ un an plus tard que le reste de la ligne, en raison de difficultés imprévues rencontrées durant le chantier et des travaux supplémentaires en résultant, dont la démolition d'un bâtiment contenant de l'amiante et la destruction d'un parking souterrain qui soutenait directement la gare RER.